# Lorenzo Bernucci

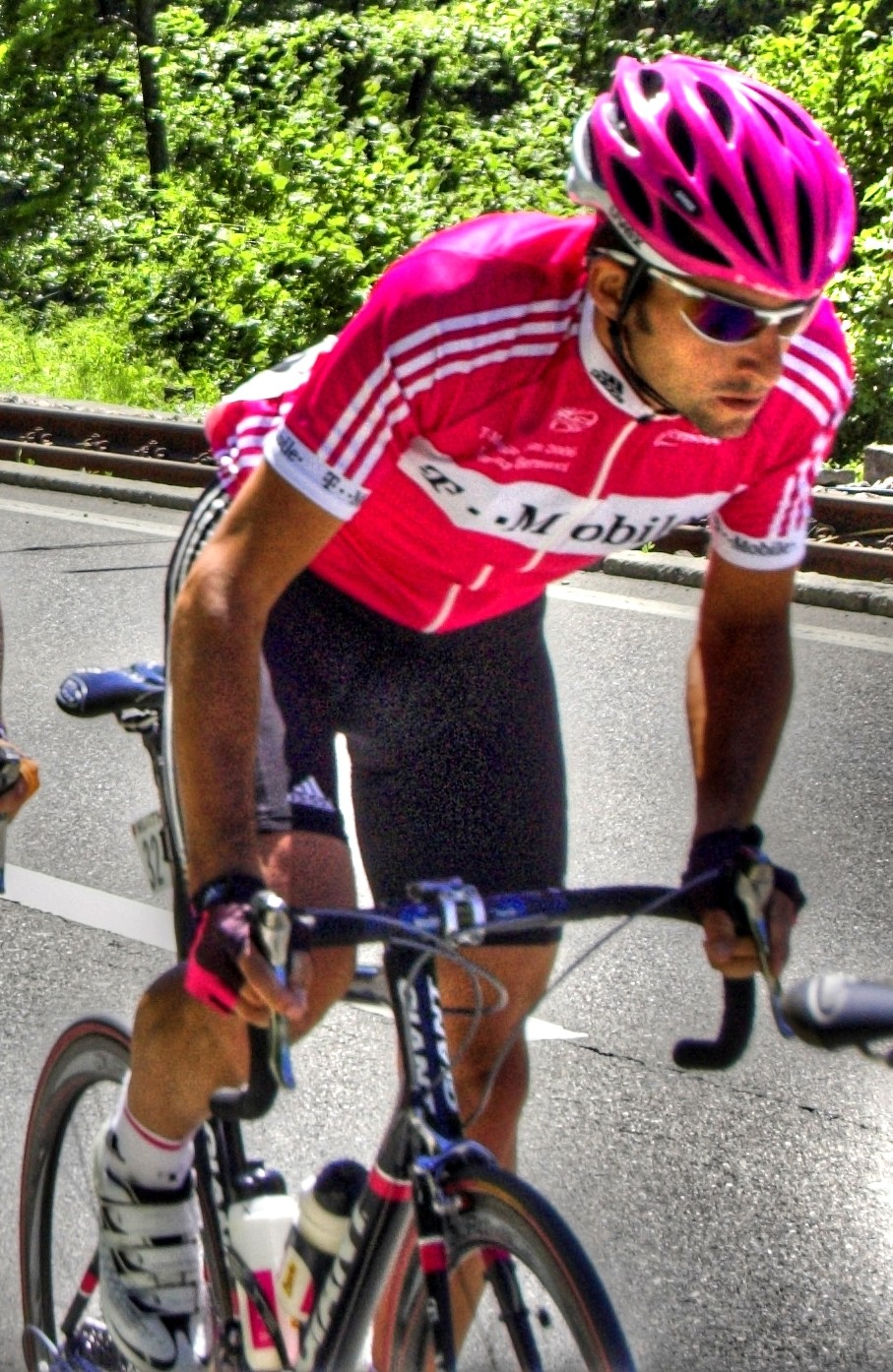
Lorenzo Bernucci in de Ronde van Zwitserland 2006.

Lorenzo Bernucci (Sarzana, 15 september 1979) is een Italiaans voormalig wielrenner.

## Carrière
Bernucci was een verdienstelijk amateur en werd in 2002 prof bij de Belgisch/Italiaanse wielerploeg Landbouwkrediet-Colnago. Hij reed drie jaar voor dit team en fietste een aantal opvallende ereplaatsen bij elkaar, onder meer in de Ronde van Italië, de Ster van Bessèges en de Trofeo Laigueglia.
In 2005 stapte Bernucci over naar het Italiaanse Fassa Bortolo. Hier reed hij voornamelijk in dienst van Alessandro Petacchi. In de Ronde van Frankrijk van dat jaar won hij echter zelf zeer verrassend de zesde etappe. Nadat Christophe Mengin viel en veel topsprinters in zijn val meesleurde, kwam Bernucci in de laatste kilometer alleen op kop en behaalde hij de belangrijkste overwinning uit zijn carrière. In 2006, nadat de ploeg van Fassa Bortolo uit elkaar was gevallen, stapte Bernucci over naar het Duitse T-Mobile Team.
In september 2007 werd bekend dat hij in de Ronde van Duitsland was betrapt op het verboden middel sibutramine. Bernucci werd direct door T-Mobile uit de Ronde van Spanje gehaald en ontslagen. In september 2008 maakte Bernucci zijn rentree bij de San Marinese ploeg Cinelli-OPD. Nadat deze ploeg was opgehouden te bestaan, stapte hij over naar Team LPR. In deze ploeg ontpopte hij zich opnieuw als meesterknecht in dienst van sprinter Alessandro Petacchi. Bernucci en Petacchi kenden elkaar al uit hun Fassa Bortolo-periode waar ze een soortgelijke rolverdeling kenden. Toen Petacchi in 2010 transfereerde naar Lampre maakte Bernucci mee de overstap.
In 2010, net voor hij van start zou gaan in de Ronde van Vlaanderen, vond een huiszoeking plaats bij de renner. Hierop zou een niet nader genoemde medicatie gevonden zijn.  In februari 2011 maakte het Italiaans Olympische Comite (CONI) bekend Bernucci voor 5 jaar te schorsen maar ook werd zijn familie voor enkele jaren het contact met de wielersport verboden.

## Belangrijkste overwinningen
2000
- Wereldkampioen op de weg, Beloften
- Gran Premio della Liberazione

2001
- GP Open Campania
- Ronde van Casentino

2005
- 6e etappe Ronde van Frankrijk

## Resultaten in voornaamste wedstrijden
| Jaar | Ronde van Italië | Ronde van Frankrijk | Ronde van Spanje |
| ---- | ---------------- | ------------------- | ---------------- |
| 2002 | 76e              |                     |                  |
| 2003 | 72e              |                     |                  |
| 2004 |                  |                     |                  |
| 2005 |                  | 62e (1)             | 85e              |
| 2006 |                  |                     | opgave           |
| 2007 | 64e              |                     | opgave           |
| 2009 |                  |                     |                  |
| 2010 |                  |                     |                  |

| Jaar | Milaan-San Remo | Gent-Wevelgem | Ronde van Vlaanderen | Parijs-Roubaix | Amstel Gold Race | Ronde van Lombardije |  | WK op de weg |  | Wereldranglijsten |
| ---- | --------------- | ------------- | -------------------- | -------------- | ---------------- | -------------------- |  | ------------ |  | ----------------- |
| 2002 |                 |               |                      |                |                  |                      |  |              |  |                   |
| 2003 |                 | 48e           |                      |                |                  |                      |  |              |  |                   |
| 2004 | 51e             | 19e           | 81e                  | 28e            |                  |                      |  |              |  |                   |
| 2005 |                 |               |                      |                |                  |                      |  | 109e         |  | 77e (UPT)         |
| 2006 |                 |               |                      |                |                  | 83e                  |  |              |  |                   |
| 2007 | 46e             | 49e           |                      | 59e            | 75e              |                      |  |              |  |                   |
| 2009 | 42e             |               |                      |                |                  |                      |  |              |  |                   |
| 2010 | 33e             |               |                      |                |                  |                      |  |              |  |                   |